# Heartstopper
Heartstopper är en brittisk TV-serie från 2022 skapat av Alice Oseman och utgiven av Netflix. Serien är baserad på Osemans webbserie och serieroman med samma namn från 2018 och handlar om Charlie Spring (Joe Locke), en homosexuell kille som faller för sin nya klasskompis Nick Nelson (Kit Connor). Serien följer även rollfigurerna Elle (Yasmin Finney), Tao (William Gao), Isaac (Tobie Donovan), Darcy (Kizzy Edgell), Tara (Corinna Brown) och Imogen (Rhea Norwood).
Man planerar även att släppa en långfilm baserad på en ännu osläppt bok, den sjätte i serien, vars inspelningar beräknas sätta igång under sommaren 2025.

## Rollista

### Huvudroller
- Joe Locke – Charles "Charlie" Spring
  - Sam Firth – Charlie som ung
- Kit Connor – Nicholas "Nick" Nelson
  - Jack O'Doherty - Nick som ung
- Yasmin Finney – Elle Argent
- William Gao – Tao Xu
  - Eden Gough - Tao som ung
- Kizzy Edgell – Darcy Olsson
- Corinna Brown – Tara Jones
  - Livia Nelson - Tara som ung
- Tobie Donovan – Isaac Henderson
- Rhea Norwood – Imogen Heaney
- Sebastian Croft – Benjamin "Ben" Hope
- Cormac Hyde-Corrin – Harry Greene

### Återkommande roller
- Jenny Walser – Victoria "Tori" Spring
- Leila Khan - Sahar Zahid
- Bradley Riches - James McEwan
- Fisayo Akinade – Mr Ajayi
- Chetna Pandya – Coach Singh
- Stephen Fry – Headmaster Barnes
- Olivia Colman – Sarah Nelson
- Thibault de Montalembert - Stéphane Fournier
- Jack Barton - David Nelson
- Araloyin Oshunremi – Otis Smith
- Evan Ovenell – Christian McBride
- Ashwin Viswanath – Sai Verma
- Georgina Rich – Jane Spring
- Joseph Balderrama – Julio Spring
- Momo Yeung – Yan Xu
- Alan Turkington – Mr Lange

### Svenska röster
- Love Hedlund Stenmarck – Charlie
- Leon Pålsson Sälling – Nick
- Vilgot Hedtjärn – Tao
- Adrian Bratt – Ben
- Max Kenning – Harry
- Molly Sylsjö – Elle
- Billie Dean – Darcy
- Matilda Smedius – Imogen
- Viva Östervall Lyngbrant – Tara
- Övriga röster – Beata Harryson, Carlos Romero Cruz, Elis Lindsten, Emil Almén, Frank Thunfors, Jakob Stadell, Joakim Jennefors, Joakim Tidermark, Josefina Hylén, Mikaela Ardai Jennefors, Norea Sjöquist, Olivia Cepeda[4]